# 崇禅寺 (桐生市)
崇禅寺（そうぜんじ） は、群馬県桐生市川内町二丁目にある臨済宗の寺院である。山号は萬松山。本尊は阿弥陀如来。
毎年1月7日の七草粥会、11月22日・23日の燈花会で知られる。紅葉の名所で、六地蔵紅葉御膳や六地蔵いなりが名物である。境内とその周囲の山林地域は群馬県の緑地環境保全地域。境内のイトヒバは群馬県の天然記念物。

## 概要
桐生市中西部、小倉山南麓、小倉川西岸の川内町二丁目（旧山田郡川内村西小倉）に所在。小倉川に架かる群馬県道342号川内堤線の鍛冶屋橋と小倉山北東部の桐生自然観察の森との中間地点にあたる。鎌倉時代の元久2年（1205年）、智明（園田成家）によって小倉の地に草庵が開創され、崇禅寺はその草庵の後身の寺であると伝わる。
昭和48年（1973年）より、毎年1月7日に七草粥会、1月を除く毎月1日に朝粥会を開催している。11月22日・23日に本尊の夜間参拝・燈花会が行われ、境内の紅葉がライトアップされる。寺域付近の字は寺前で、おりひめバス川内線の停留所の名前にもなっている。小倉川東岸の川内町一丁目に、臨済宗の千手寺と東禅寺があり、両寺は崇禅寺とともに園田氏と関わりのある寺院と見られている。

## 歴史
鎌倉時代、酒長御厨（須永御厨）の荘司であった園田成家が、正治2年（1200年）に京都大番役に出仕。その頃、法然の弟子となり出家、法名を智明と授かる。元久2年（1205年）、上野国に帰った智明が酒長御厨小倉村に庵室を創立。人々は智明坊を小倉の上人と称して尊敬したと伝わる。
創建当初は浄土宗であったが、南北朝時代の応安3年（1370年）頃、鎌倉建長寺の東伝士啓により、臨済宗の禅寺として開山した。開基は小倉村の豪族園田氏かと考えられている。

## 境内
崇禅寺の境内地は小倉山の南麓に位置し、境内の中央に本堂、東に研修道場・庫裡、南に山門、西に馬頭観音堂、北に阿弥陀堂を配する。
- 本堂・研修道場・庫裏
  - 昭和63年（1988年）完成。

- 阿弥陀堂
  - 本尊阿弥陀如来を祀る。鎌倉時代の作と推定される阿弥陀如来像は昭和33年（1958年）8月1日に群馬県の重要文化財に指定。

- 馬頭観音堂
  - 馬頭観音を祀る。新上州観音霊場三十三カ所の第三番。

- 山門
  - 享保12年（1727年）頃完成。

- 鐘楼堂
  - 宝暦3年（1753年）完成。

- 无量庵
  - 茶室・洋間・客殿を備える。予約制による懐石料理を提供している。

- 夢違庵
  - 観音菩薩を祀る。

- イトヒバ
  - 樹齢600年前後のイトヒバ。昭和42年（1967年）2月15日に桐生市の天然記念物に指定。平成20年（2008年）3月27日に群馬県の天然記念物に指定。

- 崇禅寺緑地環境保全地域
  - 崇禅寺境内を含む面積2.28ヘクタールの山林地域。主にクヌギやコナラ等の落葉広葉樹林が連なる。昭和53年（1978年）3月30日に群馬県の緑地環境保全地域に指定。